# De gré ou de force

De gré ou de force est un téléfilm français réalisé par Fabrice Cazeneuve réalisé en 1998, primé en 1999 au Golden Chest international TV. Il est devenu une référence dans les œuvres cinématographiques consacrées aux situations de souffrance au travail, et a participé à l'introduction dans la loi française de la notion de harcèlement moral.

## Synopsis
Filiale de la Générale financière d'Investissement (GFI), Medic-Hall, une entreprise de matériel médical, emploie neuf vendeurs. Dans le cadre de la restructuration du groupe, la direction a décidé de se séparer d'eux, sans pour autant leur verser d'indemnités de licenciement. Pour cela, l'entreprise a fait appel à Sébastien Jalabier, un spécialiste du dégraissage, qui s'engage à les faire démissionner en recourant à divers moyens de pressions : traque de la faute professionnelle, humiliations, brimades, tâches ingrates... Le dimanche soir, Jalabier contacte ses neuf futures victimes - Philippe, Vincent, Nora, Max, Joseph, Corinne, Charles, Sophie et Maïté - et les somme de se présenter, le lendemain matin, à la maison mère. Parqués au sous-sol de l'immeuble, dans un local sinistre et sans fenêtres, les employés de Medic-Hall écoutent, stupéfaits, le discours de Jalabier : la GFI souhaite se diversifier, aussi, Medic-Hall est-elle vouée à disparaître. Il incite les uns à se battre pour un hypothétique poste de commercial à pourvoir au sein de la société, les autres à chercher du travail ailleurs... L'après-midi, Vincent est réprimandé pour avoir utilisé le téléphone du bureau à des fins privées. Le coût de ses communications lui sera désormais facturé,.

## Accueil
Remarqué par la critique à sa première diffusion,,, ce téléfilm est primé dès 1999 au Golden Chest international TV. Le thème rappelle un livre qui avait connu un écho significatif, Le harcèlement moral, de la psychiatre Marie-France Hirigoyen.
Ce téléfilm a participé à l'émergence en France d'une nouvelle notion, le harcèlement moral au travail. Cette notion a été introduite en 2000 dans l'article 26 de la charte sociale européenne, traduite dans le droit français par le décret no 2000-110 du 4 février 2000, puis explicitée en 2002, en France, dans le code du travail. Au-delà de cette notion harcèlement, le téléfilm de Fabrice Cazeneuve est devenu une référence sur les œuvres de cinéma consacrées aux situations de souffrance au travail,,,.

## Fiche technique
- Réalisateur : Fabrice Cazeneuve, assisté de Francis de Gueltzl
- Scénario : Laurent Chouchan et Sarah Lévy
- Musique : Michel Portal
- Durée : 86 minutes
- Date de diffusion :
  - 11 novembre 1998

## Distribution
- Philippe Duclos : Jalabier
- Julien Boisselier : Vincent
- Marie Desgranges : Nora
- Philippe Faure : Max
- Laurent Arnal : Philippe Gentais
- Joseph Falcucci : Joseph
- Isabelle Habiague : Corinne
- Christian Pereira : Charles
- Juliette Poissonnier : Sophie
- Nada Strancar : Maïté
- Nadia Barentin : Moretton
- Olivier Claverie : Gridège
- Jean-Baptiste Malartre : Fouquet
- Luc Thuillier : Luc
- Amanda Langlet : Dominique
- Anne Le Ny : Baby Sitter
- Hélène Babu : Daisy
- Nicole Evans : Inspectrice du Travail